# Det bevæbnede paradis
Det bevæbnede paradis er en dansk dokumentarfilm fra 1984, der er instrueret af Bjørn Erichsen.

## Handling
Filmen er en poetisk beskrivelse af det lille, ludfattige Nicaraguas kamp mod sult, sygdom og imperialisme og for medmenneskelighed, værdighed og demokrati. Forfatteren Kirsten Thorups tanker og associationer ved mødet med Nicaragua.